# Tsitsi Dangarembga
Tsitsi Dangarembga (nascida em 4 de fevereiro de 1959) é uma romancista, dramaturga e cineasta do Zimbabwe. Seu romance de estreia, Nervous Conditions (1988) foi o primeiro a ser publicado em inglês por uma mulher negra do Zimbabwe, e foi nomeado pela BBC como um dos 100 melhores livros que moldaram o mundo em 2018. Em 2020, seu romance This Mournable Body foi indicado para o Booker Prize. Em 2022, ela foi condenada em um tribunal do Zimbabwe por incitar a violência pública, ao exibir, em via pública, um cartaz pedindo reformas.

## Infância e educação
Tsitsi Dangarembga nasceu em 4 de fevereiro de 1959, em Mutoko, na então Rodésia do Sul (atual Zimbabwe), uma pequena cidade onde seus pais ensinavam na escola da missão. Sua mãe, Susan Dangarembga, foi a primeira mulher negra na Rodésia do Sul a obter um diploma de bacharel, e seu pai, Amon, mais tarde se tornaria diretor de uma escola. Tsitsi Dangarembga viveu na Inglaterra dos dois aos seis anos de idade, enquanto seus pais faziam o ensino superior. Lá ela e seu irmão começaram a falar inglês "naturalmente e esqueceram a maior parte do shona [idioma de sua região natal] que havíamos aprendido". Ela voltou para a Rodésia com sua família em 1965, ano da Declaração Unilateral de Independência da colônia. Na Rodésia, ela reaprendeu shona, mas considerou o inglês, a língua de sua escola, sua primeira língua.
Em 1965, ela se mudou com sua família para Old Mutare, uma missão metodista perto da cidade de Umtali (agora Mutare), onde seu pai e sua mãe assumiram os respectivos cargos de diretor e professora na Hartzell High School. Tsitsi Dangarembga, que havia começado seus estudos na Inglaterra, matriculou-se na Hartzell Primary School, antes de ir para a escola do convento Marymount Mission. Ela completou seus A-Levels na Arundel School, uma escola de elite para meninas predominantemente brancas na capital do Zimbabwe, Salisbury (hoje Harare), e em 1977 foi para a Universidade de Cambridge, na Inglaterra, para estudar medicina no Sidney Sussex College. Lá, ela experimentou racismo e isolamento e saiu depois de três anos, retornando em 1980 ao Zimbabwe, vários meses antes da independência do país.
Tsitsi Dangarembga trabalhou brevemente como professora, antes de estudar Medicina e Psicologia na Universidade do Zimbabwe, enquanto trabalhava por dois anos como redatora em uma agência de marketing. Ela se juntou ao clube de teatro da universidade e escreveu e dirigiu várias das peças que o grupo representava. Ela também se envolveu com o grupo de teatro Zambuko, durante o qual participou da produção de duas peças, Katshaa! e Mavambo. Mais tarde, ela lembrou: "Simplesmente não havia peças com papéis para mulheres negras, ou pelo menos não tínhamos acesso a elas na época. Os escritores no Zimbabwe eram basicamente homens na época. E então eu realmente não via que a situação seria remediada a menos que algumas mulheres sentassem e escrevessem algo, então foi o que eu fiz!" Ela escreveu três peças neste período: Lost of the Soil (1983), She No Longer Weeps e The Third One. Durante esses anos, ela também começou a ler obras de escritoras afro-americanas e literatura africana contemporânea, uma mudança dos clássicos ingleses que ela cresceu lendo.

## Carreira

### Anos 1980 e 1990
Em 1985, o conto de Tsitsi Dangarembga "The Letter" ganhou o segundo lugar em um concurso de redação organizado pela Agência Sueca de Cooperação para o Desenvolvimento Internacional e foi publicado na Suécia na antologia Whispering Land. Em 1987, a peça She No Longer Weeps, que ela escreveu durante seus anos de universidade, foi publicada em Harare. Seu primeiro romance, Nervous Conditions, foi publicado em 1988, no Reino Unido, e um ano depois nos Estados Unidos. Ela o escreveu em 1985, mas teve dificuldades para publicá-lo; rejeitada por quatro editoras do Zimbabwe, ela finalmente encontrou uma editora disposta na Women's Press, com sede em Londres. Nervous Conditions, o primeiro romance escrito em inglês por uma mulher negra do Zimbabwe, recebeu aclamação nacional e internacional e recebeu o Commonwealth Writers' Prize (região da África), em 1989. Seu trabalho está incluído na antologia Daughters of Africa, de 1992, editada por Margaret Busby. Nervous Conditions é considerado um dos melhores romances africanos já escritos, e foi incluído na lista da BBC de 2018 dos 100 melhores livros que moldaram o mundo.
Em 1989, Tsitsi Dangarembga foi para a Alemanha para estudar direção de cinema na Academia Alemã de Cinema e Televisão de Berlim. Ela produziu uma série de filmes em Berlim, na Alemanha, incluindo um documentário exibido na televisão alemã. Em 1992, ela fundou a Nyerai Films, uma produtora com sede em Harare. Ela escreveu a história do filme Neria, feito em 1991, que se tornou o filme de maior bilheteria da história do Zimbabwe. Seu filme de 1996, Everyone's Child, o primeiro longa-metragem dirigido por uma mulher negra do Zimbabwe, foi exibido internacionalmente, inclusive no Festival Internacional de Cinema de Dublin. O filme, rodado em locações em Harare e Domboshava, segue as trágicas histórias de quatro irmãos depois que seus pais morreram de AIDS.

### 2000 em diante
Em 2000, Tsitsi Dangarembga voltou para o Zimbabwe com sua família e continuou seu trabalho com a Nyerai Films. Em 2002, fundou o International Images Film Festival. Seu filme de 2005, Kare Kare Zvako, ganhou o Short Film Award e o Golden Dhow no Zanzibar International Film Festival, e o African Short Film Award no Milan Film Festival. Seu filme de 2006, Peretera Maneta, recebeu o Prêmio UNESCO de Direitos Humanos e das Crianças e venceu o Festival Internacional de Cinema de Zanzibar. Ela é diretora executiva da organização Women Filmmakers of Zimbabwe e diretora fundadora do Women's Film Festival of Harare. A partir de 2010, ela também atuou no conselho do Zimbabwe College of Music por cinco anos, incluindo dois anos como presidente. Ela é membro fundadora do Institute for Creative Arts for Progress for Creative Arts in Africa (ICAPA).
Questionada sobre sua falta de escrita desde Nervous Conditions, Tsitsi Dangarembga explicou em 2004: "em primeiro lugar, o romance foi publicado somente depois que eu me voltei para o cinema como meio; em segundo lugar, a observação perspicaz de Virginia Woolf é inteiramente válida: uma mulher precisa de £ 500 e um quarto próprio para escrever. A propósito, estou de mudança e espero que, pela primeira vez desde Nervous Conditions, tenha um quarto só meu. Vou tentar ignorar a parte sobre £ 500." De fato, dois anos depois, em 2006, ela publicou seu segundo romance, The Book of Not, uma sequência de Nervous Conditions. Ela também se envolveu com a política e, em 2010, foi nomeada secretária de educação do partido político Movimento pela Mudança Democrática, liderado por Arthur Mutambara. Ela citou sua origem em uma família de educadores, sua breve passagem como professora e seu envolvimento "prático, senão formal" no setor educacional como preparação para o cargo. Ela completou odoutorado em Estudos Africanos, na Universidade Humboldt de Berlim, na Alemanha, e escreveu sua Tese sobre a recepção do cinema africano.
Ela foi jurada do Prêmio Etisalat de Literatura de 2014. Em 2016, ela foi selecionada pelo Rockefeller Foundation Bellagio Center para o programa de Artistas em Residência. Seu terceiro romance, This Mournable Body, uma sequência de The Book of Not and Nervous Conditions, foi publicado em 2018 pela Graywolf Press nos EUA, e em 2020 pela Faber and Faber no Reino Unido, descrito por Alexandra Fuller no The New York Times como "outra obra-prima" e por Novuyo Rosa Tshuma no The Guardian como "magnífico ... outro clássico" This Mournable Body foi um dos seis romances selecionados para o Booker Prize 2020, escolhido entre 162 inscrições.
Em 2019, Tsitsi Dangarembga foi anunciada como finalista do Prêmio Literário do St. Francis College, prêmio bienal que reconhece a ficção de destaque de escritores em estágio intermediário de suas carreiras.
Ela foi presa em 31 de julho de 2020, em Harare, no Zimbabwe, antes de protestos anticorrupção. Mais tarde naquele ano, ela estava na lista das 100 mulheres da BBC, anunciada em 23 de novembro de 2020.
Em setembro de 2020, Tsitsi Dangarembga foi anunciada como a primeira Cadeira Internacional de Escrita Criativa da Universidade de East Anglia, de 2021 a 2022.
Tsitsi Dangarembga ganhou o Prêmio Internacional PEN de Liberdade de Expressão de 2021, concedido anualmente desde 2005 para homenagear escritores que continuam trabalhando apesar de serem perseguidos por sua escrita.
Em junho de 2021, foi anunciado que Tsitsi Dangarembga receberia o prestigioso Prêmio da Paz de 2021, concedido pela associação alemã de editores e livreiros, tornando-a a primeira mulher negra a receber o prêmio desde que foi inaugurado em 1950.
Em julho de 2021, ela foi eleita bolsista honorária do Sidney Sussex College, em Cambridge, na Inglaterra.
Tsitsi Dangarembga foi escolhida pelo English PEN como vencedora do Prêmio PEN Pinter em 2021, concedido anualmente a um escritor que, nas palavras ditas por Harold Pinter ao receber seu Prêmio Nobel de Literatura, lança um olhar "inabalável, inabalável" sobre o mundo e mostra uma "feroz determinação intelectual... para definir a verdade real de nossas vidas e nossas sociedades". Em seu discurso de aceitação na Biblioteca Britânica, em 11 de outubro de 2021, Tsitsi Dangarembga nomeou o romancista de Uganda Kakwenza Rukirabashaija como o Prêmio Internacional de Escritor de Coragem.
Em 2022, Tsitsi Dangarembga foi selecionada para receber o Prêmio Windham-Campbell de Literatura de ficção.
Em junho de 2022, um mandado de prisão foi emitido para Tsitsi Dangarembga. Ela foi processada por incitação à violência pública e violação das regras anti-Covid após uma manifestação anti-governo organizada no final de julho de 2020.
Em 29 de setembro de 2022, Tsitsi Dangarembga foi oficialmente condenada por promover violência pública depois que ela e sua amiga, Julie Barnes, caminharam por Harare em um protesto pacífico enquanto seguravam cartazes que diziam “Queremos melhor. Reformar nossas instituições”. Tsitsi Dangarembga recebeu uma multa de $ 110 e uma pena suspensa de seis meses de prisão. Ela anunciou que planeja apelar de seu veredicto em meio a grupos de direitos humanos, alegando que sua acusação foi resultado direto das tentativas do presidente Emmerson Mnangagwa de “silenciar a oposição no país há muito problemático do sul da África”.

## Prêmios e homenagens selecionados
- 1989 - Prêmio dos Escritores da Commonwealth (região da África), por Condições Nervosas[3][4][6][10][13]
- 2005 - Prêmio de curta metragem no Zanzibar International Film Festival, por Kare Kare Zvako[3]
- 2005 - Prêmio Golden Dhow no Zanzibar International Film Festival, por Kare Kare Zvako[3]
- 2005 - Prêmio de curta metragem africano no Milan Film Festival, por Kare Kare Zvako[3]
- 2018 - Nervous Conditions foi nomeado um dos 100 melhores livros que moldaram o mundo pela BBC[48]
- 2020 - This Mournable Body indicado para o Booker Prize[49]
- 2021-  Prêmio Internacional PEN de Liberdade de Expressão[32][33][34][35]
- 2021-  Prêmio da Paz 2021 da associação alemã de editores e livreiros[50]
- 2021-  Bolsa Honorária do Sidney Sussex College, Cambridge
- 2021 - Prêmio PEN Pinter da English PEN[32][33][34][35]
- 2022-  rêmio Windham-Campbell de Literatura (ficção)[51]

## Lista de trabalhos

### Obras escritas
- O Terceiro (peça)
- Perdido do Solo (peça), 1983
- "The Letter" (conto), 1985, publicado na Whispering Land
- Ela não chora mais (peça), 1987
- Condições Nervosas, 1988, ISBN 9781919772288
- O Livro do Não, 2006, ISBN 9780954702373
- Este Corpo Lamentável , 2018, ISBN 9781555978129
- Negra e Mulher (ensaios), 2022, ISBN 9780571373192

### Filmografia
- Neria (1993) (story writing)
- The Great Beauty Conspiracy (1994)
- Passport to Kill (1994)
- Schwarzmarkt (1995)
- Everyone's Child (1996)
- The Puppeteer (1996)
- Zimbabwe Birds, with Olaf Koschke (1988)
- On the Border (2000)
- Hard Earth – Land Rights in Zimbabwe (2001)
- Ivory (2001)
- Elephant People (2002)
- Mother’s Day (2004)
- High Hopes (2004)
- At the Water (2005)
- Growing Stronger (2005)
- Kare Kare Zvako (2005)
- Peretera Maneta (2006)
- The Sharing Day (2008)
- I Want a Wedding Dress (2010)
- Ungochani (2010)
- Nyami Nyami Amaji Abulozi (2011)